# Golpe de Estado en Azerbaiyán de 1992
El golpe de Estado en Azerbaiyán de 1992 ocurrió el 15 de mayo de ese año, cuando las milicias armadas del Frente Popular de Azerbaiyán depusieron al gobierno de Ayaz Mutallibov.
Anteriormente, el 6 de marzo de ese año, Mutallibov había renunciado a la presidencia de Azerbaiyán presionado por el Frente Popular de Azerbaiyán debido a los malos resultados en la Guerra del Alto Karabaj y por la masacre de Khojaly. El Presidente del Soviet Supremo de la República de Azerbaiyán, Yagub Mammadov, es elegido presidente interino. 
Sin embargo, el parlamento destituiría a Mammadov tras culparlo de la pérdida de la ciudad de Shusha el 9 de mayo. El 14 de mayo Mutallibov es restituido en el cargo por el legislativo (controlado por excomunistas), lo cual provoca el descontento de la oposición, que sale a protestar masivamente pese a ser prohibido por el gobierno. Este hecho (la restitución de Mutallibov) fue calificado por los opositores como un "golpe de estado".
El 15 de mayo, las Fuerzas Armadas de Azerbaiyán comenzaron a apoyar al Frente Popular de Azerbaiyán, asaltando y tomándose el parlamento, y la radio y la televisión estatal. Mientras miles de partidarios del Frente Popular marchaban en las calles de Bakú, las fuerzas armadas dieron un ultimátum a Mutallibov para renunciar hasta las 4 de la tarde. Mutallibov huye hacia Moscú y el Consejo Supremo de Azerbaiyán se disuelve, dando lugar a la conformación de la Asamblea Nacional de Azerbaiyán con representación igualitaria entre el Frente Popular y las autoridades comunistas. 
El 17 de mayo Isa Gambar es elegido presidente interino y comienza la preparación para celebrar las elecciones presidenciales de Azerbaiyán de 1992. 